# Rok spokojnego słońca
Rok spokojnego słońca (literalment en català "L'any del sol calmat" i traduït en anglès per A Year of the Quiet Sun) és una pel·lícula polonesa de 1984 escrita i dirigida per Krzysztof Zanussi.
El drama va ser nominat al Globus d'Or per la millor pel·lícula estrangera de 1986. Al Festival Internacional de Cinema de Venècia, aquest romanç entre una refugiada polonesa i un soldat estatunidenc va guanyar el Lleó d'Or.

## Argument
Tot just acabada la Segona Guerra Mundial, el soldat americà Norman és assignat com a xòfer a una comissió d'investigació que té per objectiu trobar una fossa comuna de soldats americans executats pels nazis.
Conduint el seu jeep entre les ruïnes del desolat paisatge de la postguerra, un dia Norman es topa casualment amb Emilia, una vídua polonesa que ha perdut el seu marit a la guerra. Norman s'enamora d'ella i la comença a visitar i portar regals a la seva humil residència: una miserable habitació que Emilia comparteix amb la seva malalta mare en un edifici mig derruït.
Encara que ni l'un parla polonès ni l'altra anglès, Norman i Emilia inicien una forta amistat que acaba superant els inicials recels d'Emilia, que tenia remordiments pel seu difunt marit. Mentrestant, la recerca de la comissió avança i finalment es descobreix la fossa comuna, de la qual els cadàvers en són exhumats.
Un cop acabada la seva missió, Norman pretén retornar als EUA amb Emilia i la seva afeblida mare, que pateix d'una seriosa infecció a la cama. En ser conscient del seu greu estat, la mare comprèn que és un obstacle per als projectes de la jove parella i, d'amagat, decideix parar de prendre els medicaments.
Un cop morta, Emilia s'adona del sacrifici de la seva mare i els remordiments li impedeixen abandonar el seu país. En lloc de marxar amb Norman, Emilia ingressa a un convent i no és fins al cap d'uns quants anys que rep la notícia de la mort de Norman, el qual li ha deixat tota la seva herència. Emilia, aleshores, abandona les seves conviccions religioses i marxa del convent per anar als EUA i poder acomiadar-se per darrer cop del seu vell idil·li.

## Repartiment
- Maja Komorowska: Emilia
- Scott Wilson: Norman
- Hanna Skarzanka: mare d'Emilia
- Ewa Dalkowska: Stella
- Vadim Glowna: Herman
- Daniel Webb: David
- Zbigniew Zapasiewicz: Szary